# Schadau Castle

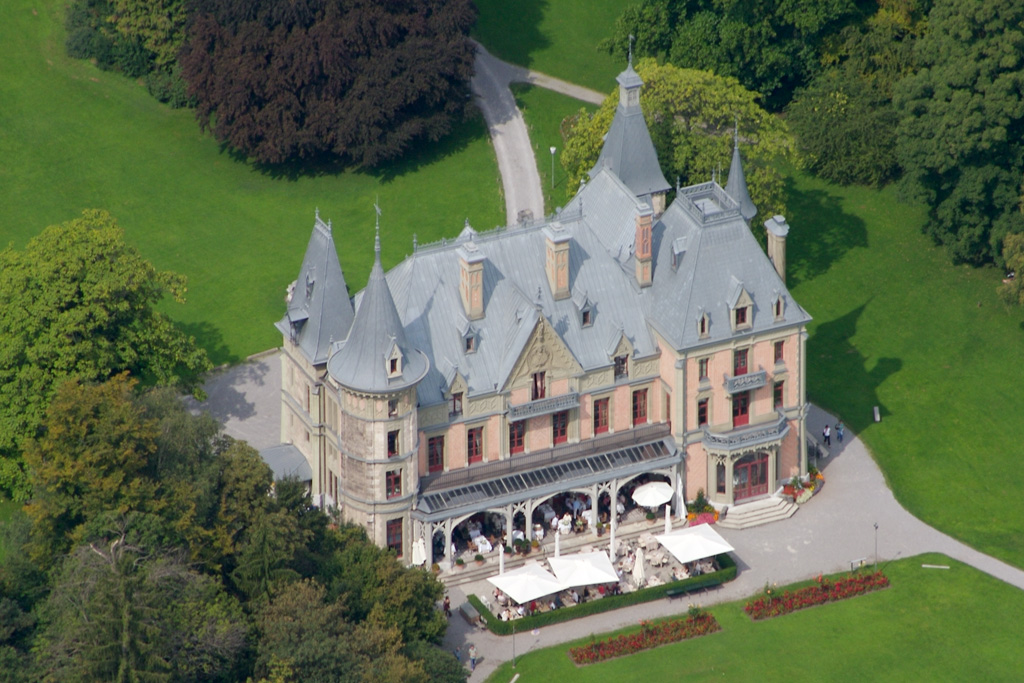
Schloss Schadau desde el cielo

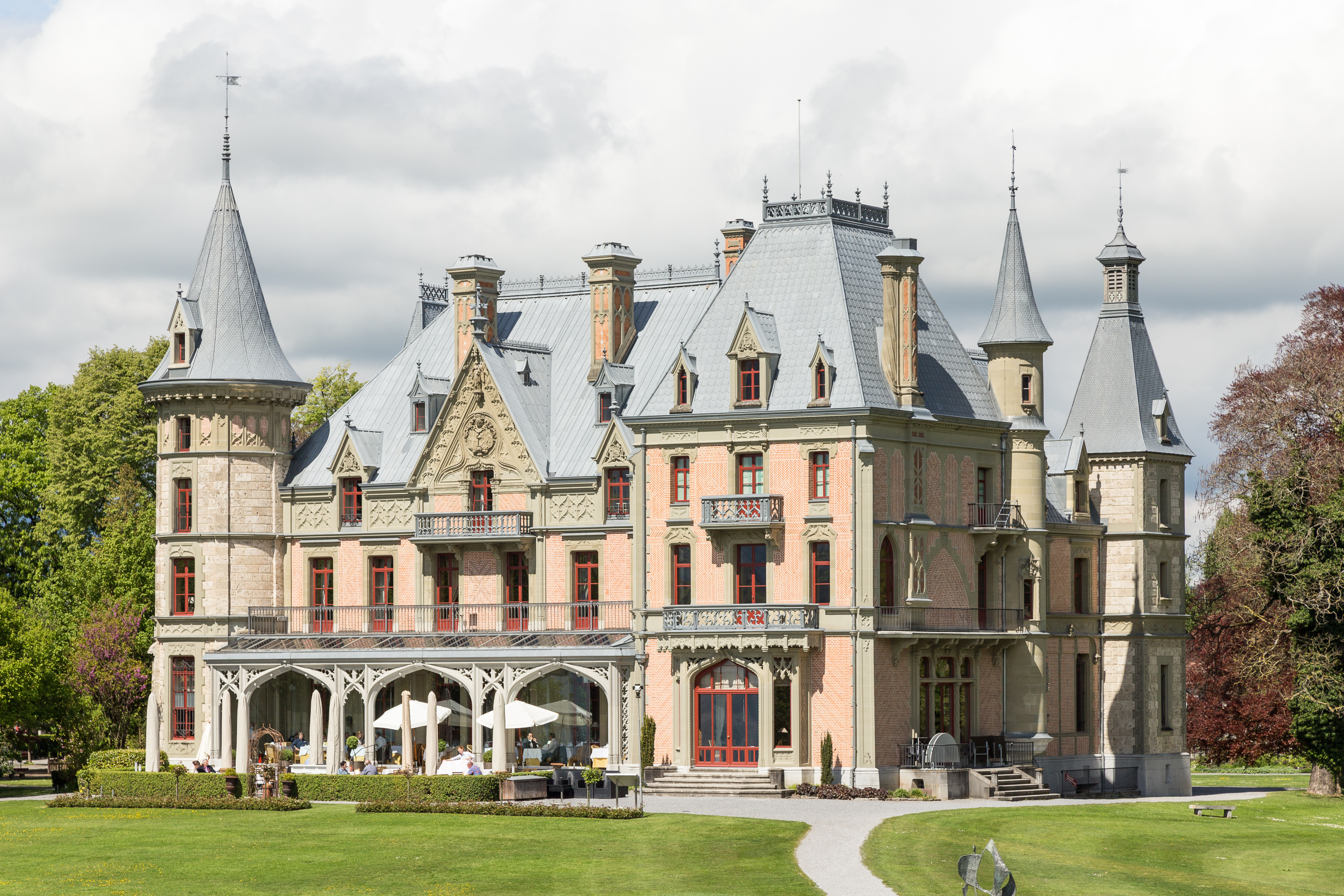
Castillo de Schadau en Thun

Castillo de Schadau ( en alemán: Schloss Schadau   ) es un castillo en el lado sur del Aare cerca del lago Thun en la ciudad de Thun, Cantón de Berna, Suiza . Es un sitio del patrimonio suizo de importancia nacional.

## Historia
Está situado en el Schadaupark, no lejos de un embarcadero en el Aare en la desembocadura del lago Thun, fue propiedad de los señores de Strättligen. Pasó sucesivamente a manos de la familia Bubenberg en 1348. En 1638, Franz Ludwig von Erlach lo renovó. El castillo pasó entonces a manos de la familia  de May.
En 1837 pasó a ser propiedad del banquero de Neuchâtel Denis Alfred de Rougemont, hijo de Denis de Rougemont de Löwenberg, y de su esposa Sophie de Pourtalès, hija del Consejero de Estado de Neuchâtel Louis by Pourtale, que lo hicieron reconstruir entre 1846 y 1854 según los planos de Pierre-Charles Dusillon en estilo neogótico, para el banquero Abraham Denis Alfred de Rougemont.
Su hijo Jean Frédéric Albert de Rougemont lo heredó.
Desde 1925 pertenece a la ciudad de Thun y alberga un restaurante y el Museo de la Gastronomía Suiza. Entre 1972 y 1992 la fachada del castillo fue reformada por los propios canteros de la ciudad.
Desde 1961 alberga también una curiosidad: el panorama de Thun , un cuadro panorámico trampantojo que representa la ciudad tal y como era en 1810  